# وادي جمالا
هو موقع تاريخي وطبيعي يجمع بين المناظر الطبيعية الخلابة والبقايا الأثرية العائدة للعصر الروماني.يقع وادي جمالا في منطقة مرتفعات الجولان، يُعتقد أن الاسم "جمالا" مشتق من الكلمة العبرية التي تعني "الجمل"، نظرًا لتشابه تضاريس المنطقة مع سنامالجمل.

## التاريخ والمعارك
شهد وادي جمالا معركة كبرى خلال القرن الأول الميلادي بين القوات الرومانية والمقاومة اليهودية. وفقًا للمؤرخ اليهودي جوزيفوس فلافيوس، كانت المدينة الواقعة في الوادي حصنًا هامًا للمتمردين اليهود الذين قاوموا الجيش الروماني لفترة طويلة، مستفيدين من التضاريس الوعرة لحماية أنفسهم. انتهت المعركة بسقوط المدينة بعد حصار طويل، ما أسفر عن مقتل آلاف السكان، ويُعتقد أن بعضهم أقدموا على الانتحار الجماعي تجنبًا للأسر.

## الاكتشافات الأثرية
ظل الموقع غير محدد بدقة حتى القرن العشرين، حين أُجريت أعمال تنقيب واسعة بعد حرب 1967. من بين أبرز الاكتشافات الأثرية:
- رؤوس سهام وأسلحة تعود للقرن الأول الميلادي، مما يؤكد شدة المعركة التي دارت في المنطقة.
- عملات نقدية من فترات زمنية مختلفة، بعضها يحمل شعارات الثورة اليهودية ضد روما.
- بقايا معبد يهودي قديم، يُعتقد أنه بُني قبل تدمير الهيكل الثاني في القدس.

## الطبيعة والحياة البرية
يُعرف وادي جمالا بتنوعه البيئي، حيث يضم محمية طبيعية تحتوي على العديد من الحيوانات والنباتات النادرة. يعدّ الوادي موطنًا للنسور والطيور الجارحة، بالإضافة إلى شلالات تعتبر من الأعلى في إسرائيل. يجذب الموقع عشاق التنزه والطبيعة بسبب مساراته الجبلية ومناظره الخلابة.

## وادي جمالا في العصر الحديث
أصبح وادي جمالا رمزًا سياسيًا وثقافيًا في إسرائيل، حيث تُستخدم عبارة "جمالا الأخرى لن تسقط" في الخطاب السياسي للدلالة على أهمية الاحتفاظ بمرتفعات الجولان. خضع الموقع لعمليات ترميم وتطوير لجعله معلمًا سياحيًا وموقعًا تعليميًا مرتبطًا بتاريخ الثورة اليهودية ضد روما.

## معرض صور

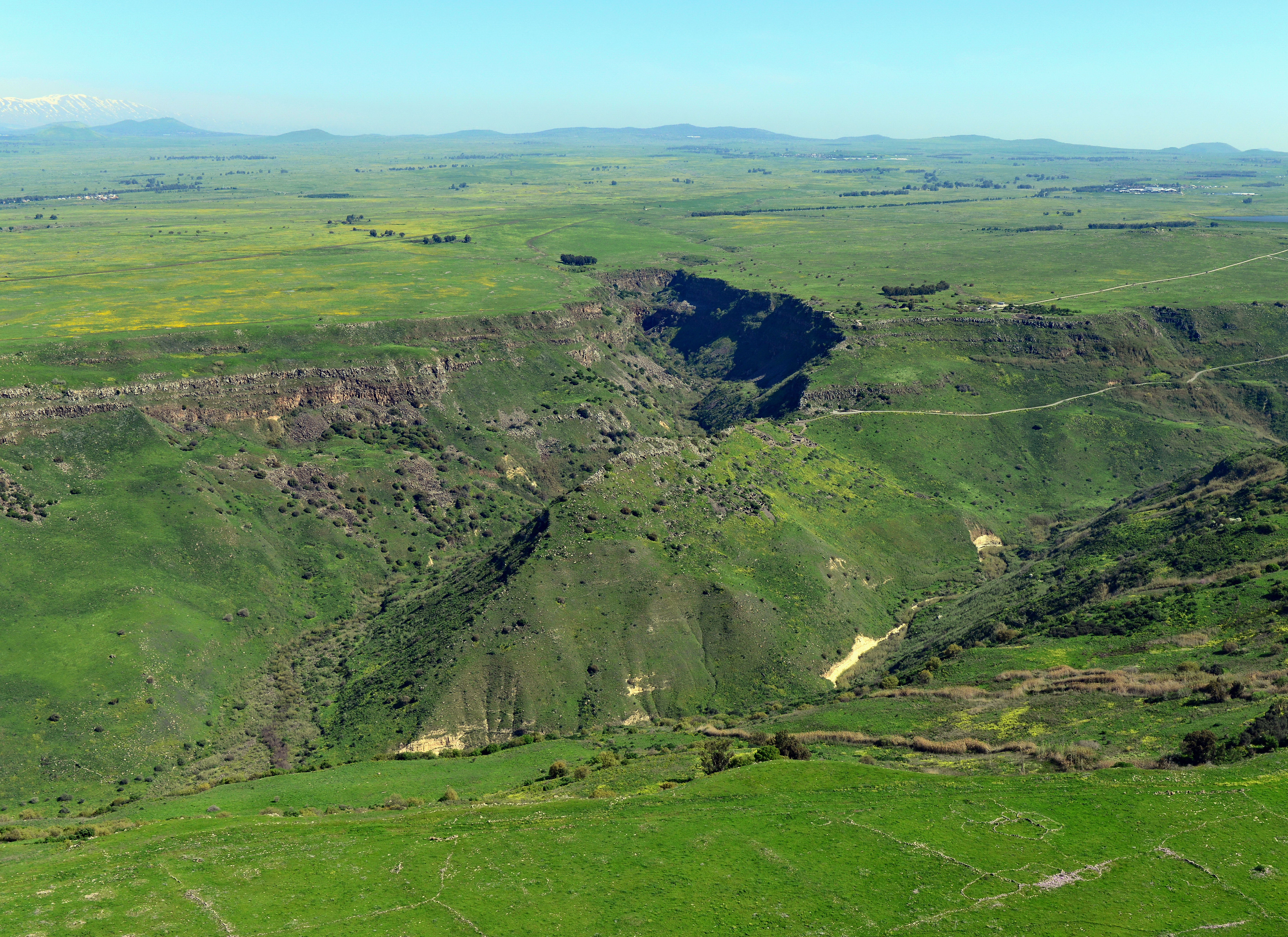
منظر جوي لمحمية جمالا الطبيعية
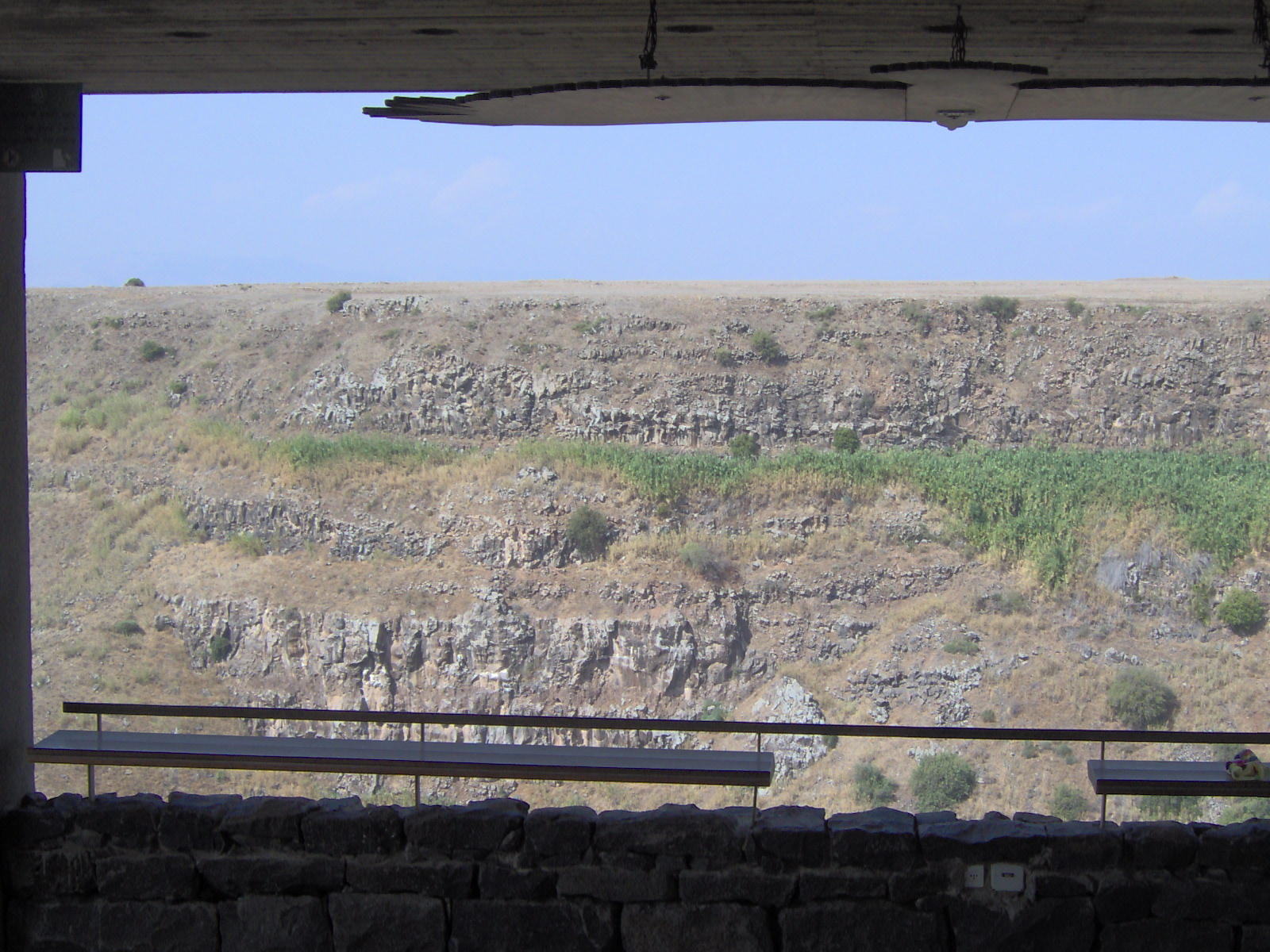
إطلالة من مرصد النسور
مخطط أطلال مدينة جمالا القديمة
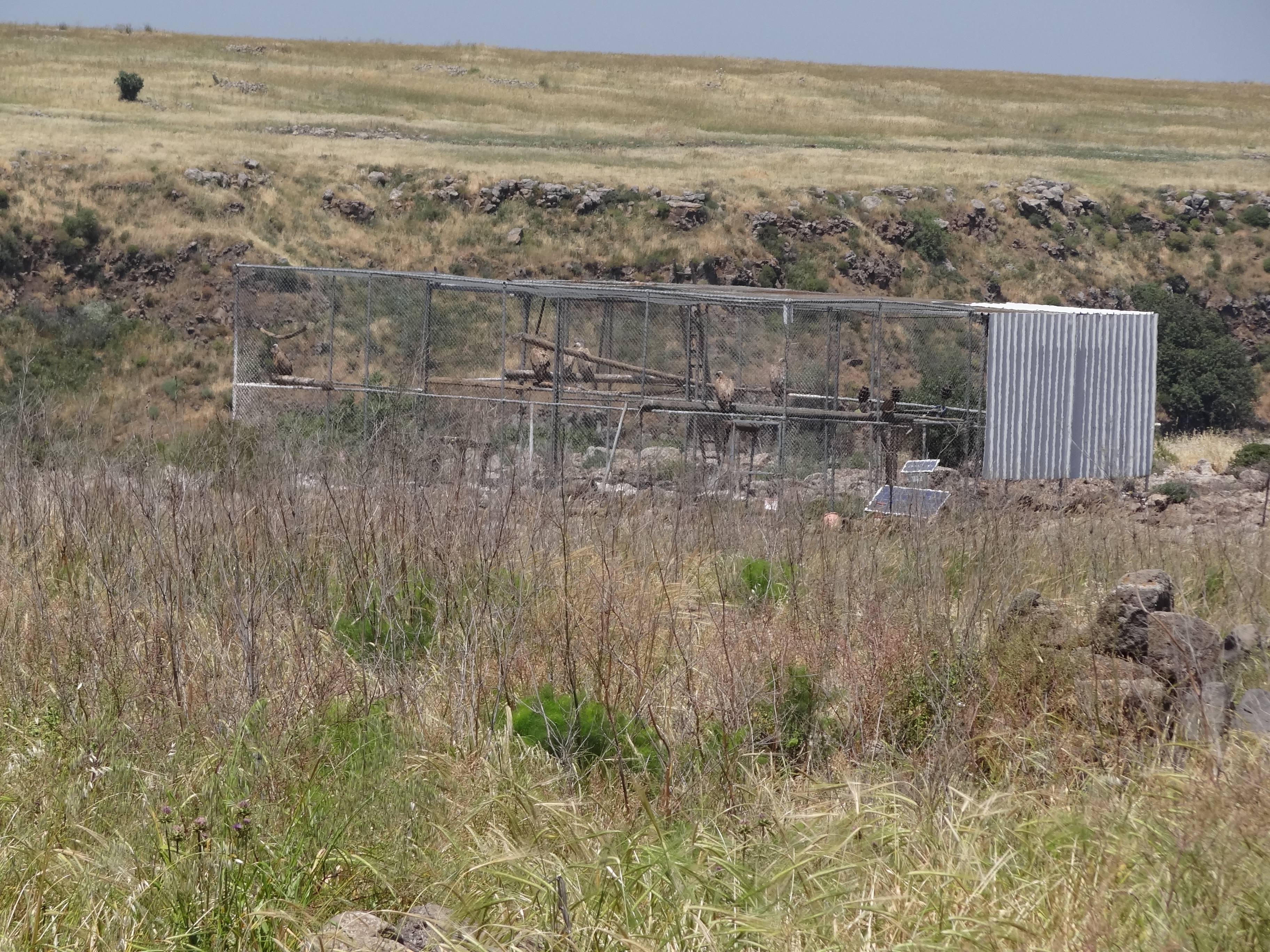
أقفاص نسور في محمية جمالا الطبيعية

## وصلات خارجية
- [ويكيميديا كومنز: ملفات وصور حول محمية جمالا](https://commons.wikimedia.org/wiki/Category:Gamla_Nature_Reserve)
- [موقع محمية جمالا على موقع سلطة الطبيعة والحدائق](https://www.parks.org.il/en/reserve-park/gamla-nature-reserve/)
- إيلان جتاني، *العودة إلى جمالا*، في موقع إسرائيل اليوم، 16 سبتمبر 2011.
- يائير زيدنر، *محمية جمالا: إلى أجنحة النسور والأبطال*، في موقع ynet، 20 سبتمبر 2013.
- فقط للمشتركين، تسافير رينات، *تقلص مجتمع النسور في الجولان: مستعمرة الأعشاش في جمالا توقفت عن النشاط*، في موقع هآرتس، 21 أبريل 2016.
- فقط للمشتركين، موشيه جلعاد، *كان هناك مئات النسور في جمالا. بعد أن اختفوا، هناك اليوم نسر واحد فقط*، في موقع هآرتس، 18 يناير 2023.